# Staré pověsti české
Staré pověsti české je kniha pro mládež Aloise Jiráska, ve které literárně zpracovává starší pověsti z různých období českých dějin.
Pověsti vycházely původně na pokračování v pražském nakladatelství J. R. Vilímek roku 1893. Jako kniha poprvé vyšly ve stejném nakladatelství v roce 1894  jako 11. svazek v edici Vilímkova knihovna mládeže dospívající. Knihu Alois Jirásek věnoval Františku Bartošovi.
Předlohou byly zejména Kosmova, Dalimilova a Hájkova kronika, Staré letopisy české a různé dalších prameny. Do díla nebyly zapracovány některé známé české pověsti jako o Oldřichu a Boženě nebo Břetislavu a Jitce. Naopak byly zařazeny méně známé židovské, moravské a slovenské pověsti.
Při psaní postupoval Jirásek zcela jinak než August Sedláček, který se ve své Sbírce pověstí historických lidu českého v Čechách, na Moravě a ve Slezsku snažil pověsti očistit od pozdějšího umělého literárního zpracování a dobrat se k jádru lidového vyprávění. Jirásek se naopak o „vypravování umělá“ svých předchůdců opírá a sám je bohatě autorsky rozvíjí po svém, a tak vzniká košaté a čtivé líčení se silným vlasteneckým nábojem. S výjimkou období protektorátu vycházely Staré pověsti české opakovaně a často. Za komunistického režimu v 50. letech vycházely se změnami a také s doslovem Zdeňka Nejedlého.

## Části knihy

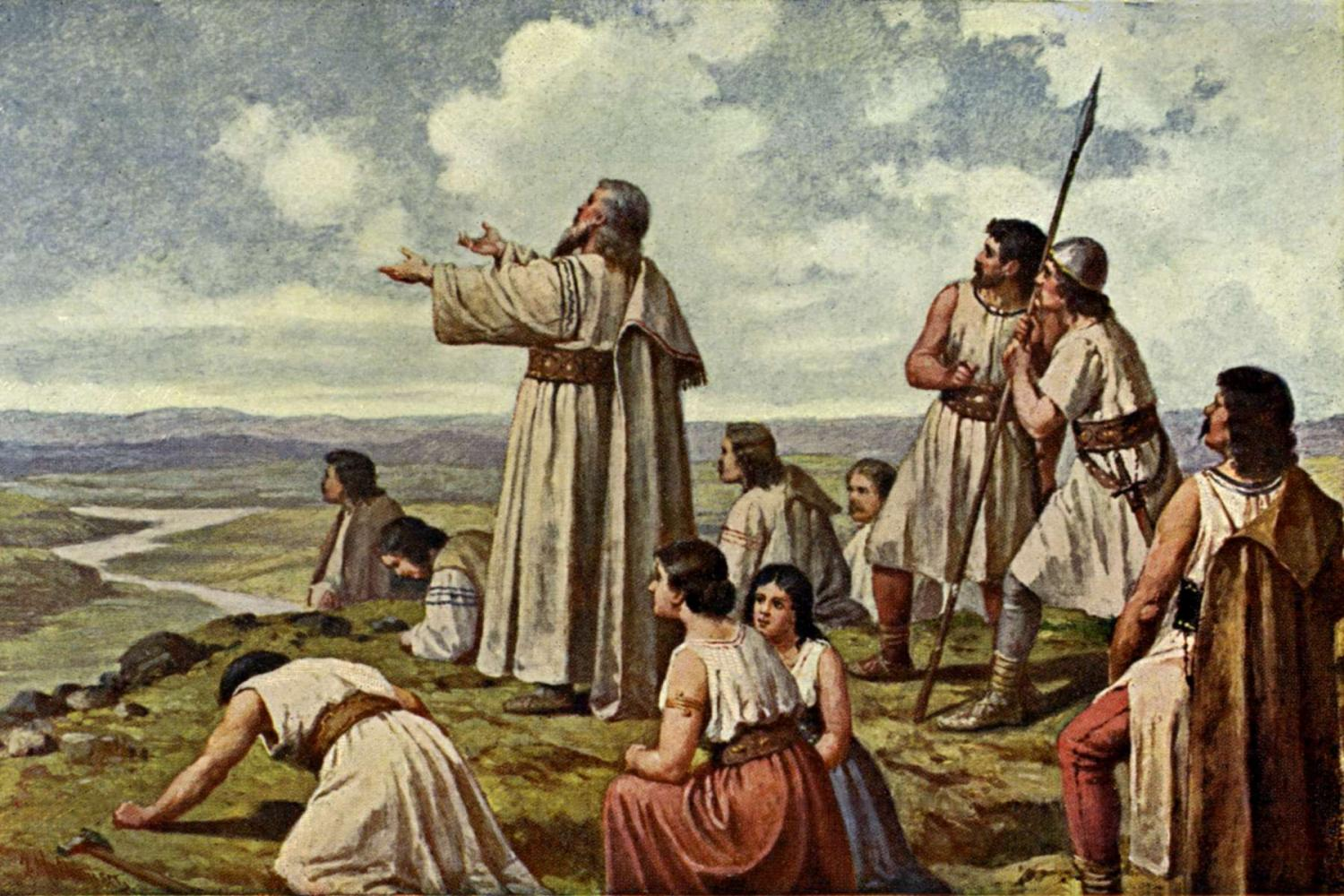
Praotec Čech na Řípu (kresba Josef Mathauser)

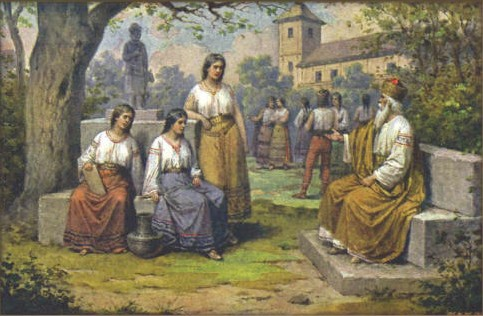
Krok a jeho dcery Kazi, Teta a Libuše (Josef Mathauser)

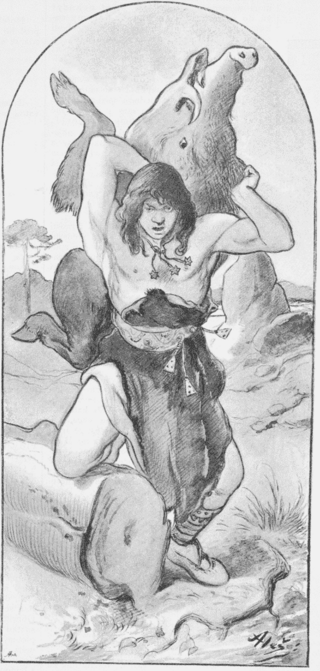
Bivoj nese kance (Mikoláš Aleš)

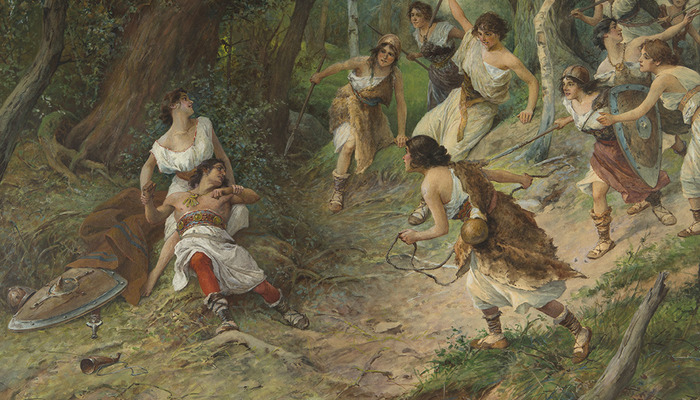
Postavy Ctirad a Šárka z Dívčích válek (Věnceslav Černý)

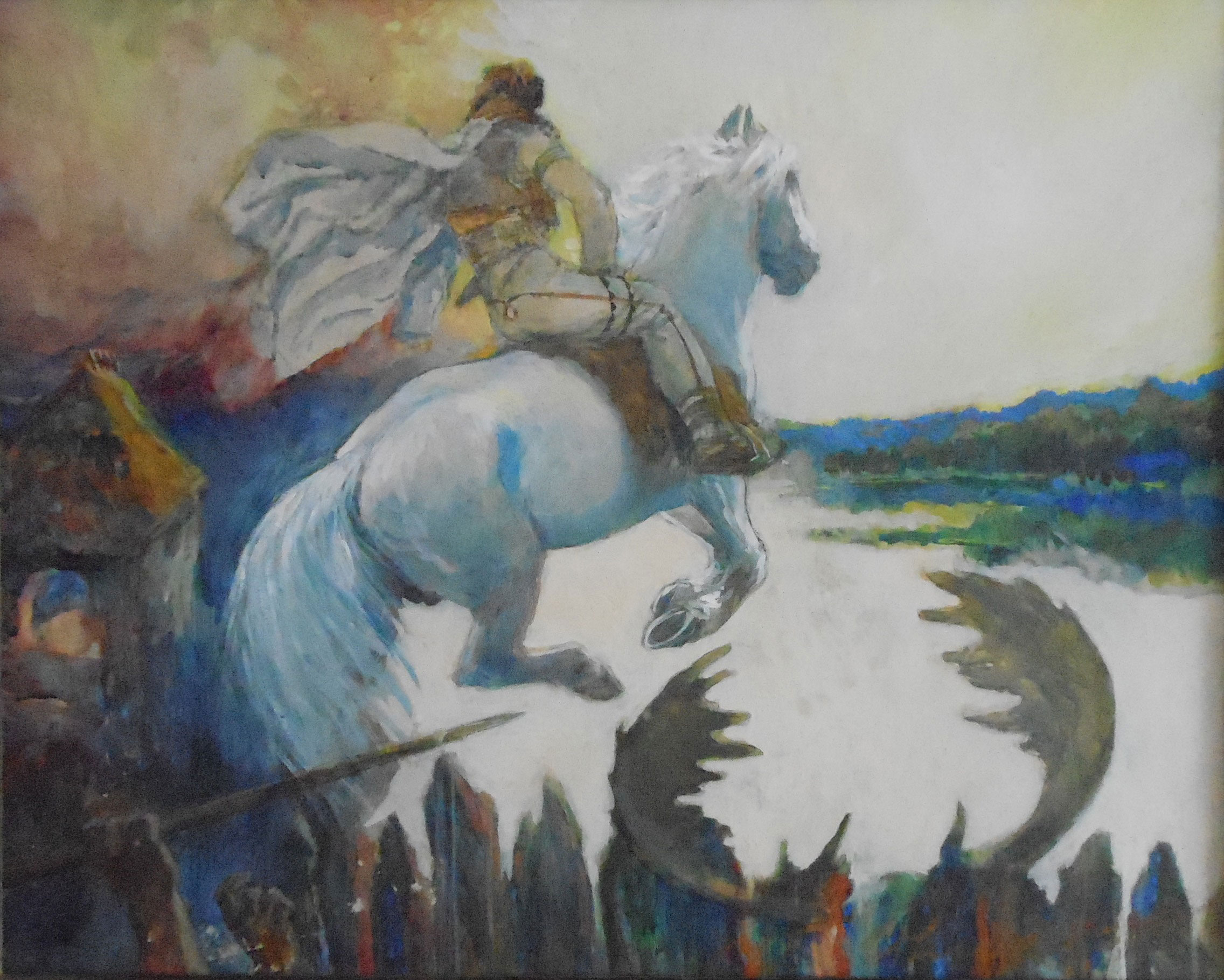
Horymír na Šemíkovi skáče ze skály na Vyšehradě

### Staré pověsti české
- O Čechovi
- O Krokovi a jeho dcerách
- O Bivoji
- O Libuši
- O Přemyslovi
- Libušina proroctví
- Dívčí válka
- O Křesomyslu a Horymírovi
- Lucká válka
- Durynk a Neklan

### Pověsti doby křesťanské

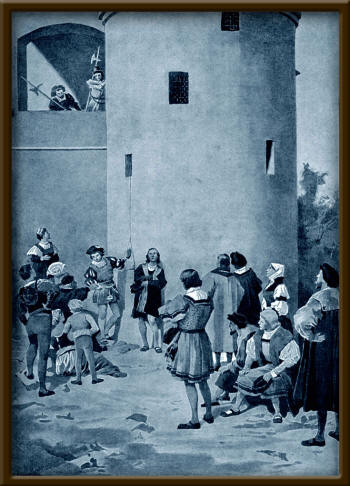
Dalibor ve věži (Věnceslav Černý)

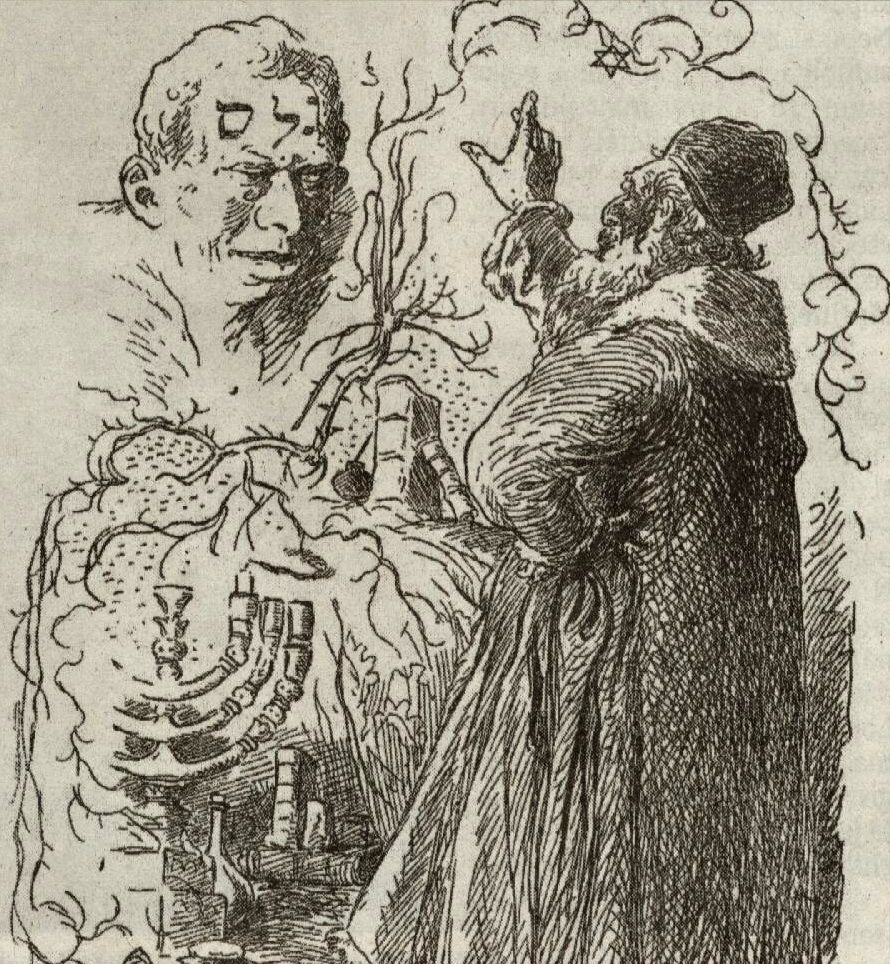
Rabbi Löw oživuje Golema (Mikoláš Aleš)

- O králi Svatoplukovi
- O králi Ječmínkovi
- Praporec svatého Václava
- O Bruncvíkovi
- Opatovický poklad
- O staré Praze
  - O staré Praze
  - Žito kouzelník
  - O králi Václavovi IV.
  - Staroměstský orloj
  - O Daliborovi
  - Ze židovského města
  - Smutná místa
  - O Golemovi
  - Faustův dům
- O Žižkovi
- Kutnohorští havíři
- Bílá paní
- Růžový palouček
- Boží soud
- O Janošíkovi

### Ze starobylých proroctví
- Sibylina proroctví

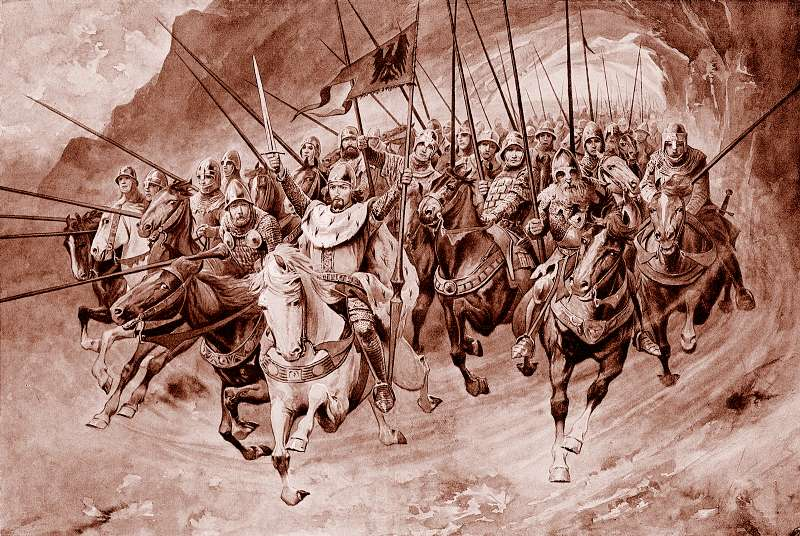
Blaničtí rytíři (Věnceslav Černý)

- Proroctví slepého mládence – Věštba ze 14. století, která se týká budoucnosti Čech (a částečně Německa). Údajně ji pronesl prostý český pastýř.
- Proroctví Havlasa Pavlaty
- Různá proroctví
- Blaničtí rytíři

## Vydávání
První vydání a mnoho dalších zejména do druhé světové války ilustroval Věnceslav Černý, poválečná vydání vycházela s ilustracemi Antonína Procházky, zhruba od roku 1950 vycházela kniha v nakladatelstvích Mladá fronta a SNDK s ilustracemi Mikoláše Alše. S ilustracemi Věnceslava Černého vyšlo znovu například v Československém spisovateli roku 1981, v Albatrosu roku 2000 a 2008 , nebo v Ottově nakladatelství roku 2008.
Rukopis se nedochoval.
Závažné je 3. vydání u Vilímka z roku 1910, protože jde o konečnou autorskou redakci. Přestože stále obsahovala gramatické i věcné chyby, po 17 dalších vydání se již sazba neměnila, jen se zaměňovaly poškozené litery. V jiných vydáních ale již text beze změny nezůstal. V nakladatelství J. Otto vyšly Staré pověsti české roku 1933 jako 47. svazek Sebraných spisů Aloise Jiráska se závažnými chybami patrně zaviněných tiskárnou včetně výpadku některých řádek i dvou celých odstavců. Tyto problémy byly převzaty i do poválečných vydání. Po druhé světové válce bylo Jiráskovo dílo uznáno za vhodný nástroj komunistické ideologie a roku 1949 vydáno v masovém měřítku v rámci tzv. jiráskovská akce. Aby tomuto účelu lépe sloužilo, bylo redigováno Zdeňkem Nejedlým, který do textu neautorizovaně zasahoval. Přizpůsobil ho plynutí času (změny jako „před třemi sty lety“ — „před čtyřmi sty lety“), změně ekonomických vztahů („slove 'popluží'“ — „slula 'popluží'“) a národnostním změnám po poválečném odsunu Němců (např. „ve vsi, zplna již německé“ — „ve vsi, kdysi zplna německé“, „U vesnice Šenfeldu“ — „U vesnice Žižkovo pole“) včetně přídavku velebícího potření Němců („WZDĚLANÝ   MDCCCXLI“ — „WZDĚLANÝ   MDCCCXLI. K němu r. 1945, po počeštění vsi Stadic, vtesán i nápis: VLÁDA VRÁTILA SE DO RUKOU TVÝCH, Ó LIDE ČESKÝ 1945“). Tyto změny byly převzaté do dalších vydání druhé poloviny 20. století, a to i do vydání kritických.

## Překlady
Staré pověsti české byly přeloženy do ruštiny (1899, Старинныя сказания чешскаго народа;  1987, Старинные чешские сказания), do slovenštiny (1951, Staré povesti české), do rumunštiny (1955, Vechi povestiri cehe), do angličtiny (1963, Legends of Old Bohemia;  1992, Old Czech Legends), do mongolštiny (1965, Эртний Чех домог тууж), do němčiny (1975, Böhmens alte Sagen), do bulharštiny (1978, Старинни чешки предания), do maďarštiny (1984, Régi cseh mondák), do polštiny (1989, Stare podania czeskie), do italštiny (1989, Racconti e leggende della Praga d'oro) a do japonštiny (2011, チェコの伝説と歴史).

## Další zpracování
- Na motivy knihy natočil Jiří Trnka v roce 1952 stejnojmenný barevný loutkový celovečerní film podle scénáře Jiřího Brdečky. Sedm vybraných příběhů namluvili herci Růžena Nasková, Václav Vydra, Karel Höger, Zdeněk Štěpánek a Eduard Kohout.[4] Jedním z animátorů byl Břetislav Pojar. Hudbu k filmu složil Václav Trojan. Film získal několik mezinárodních cen. V roce 2015 bylo rozhodnuto o jeho digitalizaci.[5] V roce 1961 pak vyšla i samotná kniha s Trnkovými ilustracemi.
- V roce 2009 podle této předlohy natočen česko-americký historicko-fantastický hraný film Kněžna Libuše.

## Kritika
Rozbor přesnosti a možné pravdivosti Starých pověstí českých vydal v roce 1966 Vladimír Karbusický v knize Nejstarší pověsti české (podtitul Fantazie – domněnky – fakta), o rok později v rozšířeném vydání. V roce 1995 pak v knize Báje, mýty, dějiny (podtitul nejstarší české pověsti v kontextu evropské kultury).